# Skrzypiec (województwo opolskie)
Skrzypiec (niem. Kreiwitz, cz. Skřipce) – wieś w Polsce położona w województwie opolskim, w powiecie prudnickim, w gminie Lubrza. Historycznie leży na Górnym Śląsku, na ziemi prudnickiej, na pograniczu Gór Opawskich i Obniżenia Prudnickiego, będącego częścią Niziny Śląskiej. Przepływa przez niego rzeka Prudnik.
W latach 1975–1998 miejscowość należała administracyjnie do ówczesnego województwa opolskiego.
Według danych na 31 grudnia 2013 r. wieś była zamieszkana przez 395 osób.

## Geografia

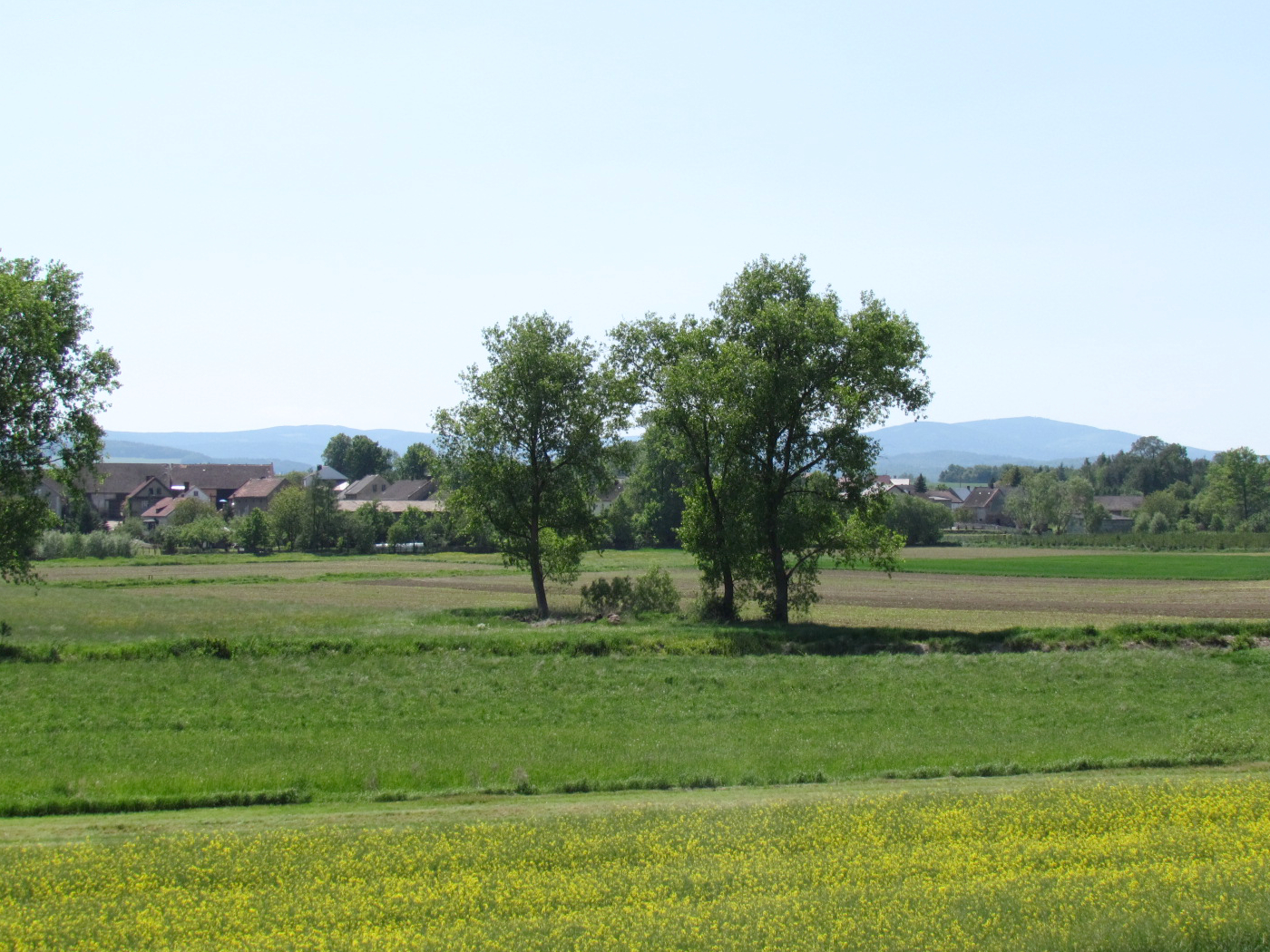
Widok na zabudowania Skrzypca od strony Dytmarowa, w tle Góry Opawskie

### Położenie
Wieś jest położona w południowo-zachodniej Polsce, w województwie opolskim, około 3 km od granicy z Czechami, na pograniczu Obniżenia Prudnickiego i północno-wschodniej części Gór Opawskich. Należy do Euroregionu Pradziad. Przez granice administracyjne wsi przepływa rzeka Prudnik.

### Środowisko naturalne
W Skrzypcu panuje klimat umiarkowany ciepły. Średnia temperatura roczna wynosi +8,2 °C. Duże zróżnicowanie dotyczy termicznych pór roku. Średnie roczne opady atmosferyczne w rejonie Skrzypca wynoszą 619 mm. Dominują wiatry zachodnie.

## Nazwa
Wcześniejsze nazwy Skrzypca: Greywitz (1331), Kreiwitz (1430), Skrzypiec (1583), Krzypice (1945). Nazwa miejscowości wywodzi się od skrzypu, rośliny w przeszłości bujnie rosnącej w okolicy. Topograficzny opis Górnego Śląska z 1865 roku notuje wieś pod niemiecką nazwą Kreiwitz, a także wymienia polską nazwę Krzipiec we fragmencie: „Kreiwitz (polnisch Krzipiec)”.
W Spisie miejscowości województwa śląsko-dąbrowskiego łącznie z obszarem ziem odzyskanych Śląska Opolskiego wydanym w Katowicach w 1946 wieś wymieniona jest pod polską nazwą Krzypice. 15 marca 1947 nadano miejscowości nazwę Skrzypiec.
W historycznych dokumentach nazwę miejscowości wzmiankowano w różnych językach oraz formach: Greywitz (1331), Cribitz (1392), Creywitz (1430), Creywitcz (1431), Creywicz (1481), Creyuicz (1484), Skrzipczy (1489), Kreywitz (1538), Kreiwitz (1562), Skrzipecz (1583), Kreywicz (1598), Krawitz (1648), pagis … Creuwitz (1651), villae … Creywitz (1666), Kreywicz, Kreybicz (1696), Creuewitz (1736), Kreibitz (1743), Kreuwiz (1784), Kreywitz (1820), Kreywitz, auch Kreiwitz (1830), Kreywitz, auch Kreiwitz, Krzipiec (1845), Krzypiec, niem. Kreiwitz, mylnie Kreilitz (1883), Kreiwitz, Krzypiec (1941), Krzypice, Krzypiec, Skrzypice (1945), Kreiwitz – Skrzypiec, -pca, skrzypiecki (1947), Skrzypiec, -pca (1982).

## Historia

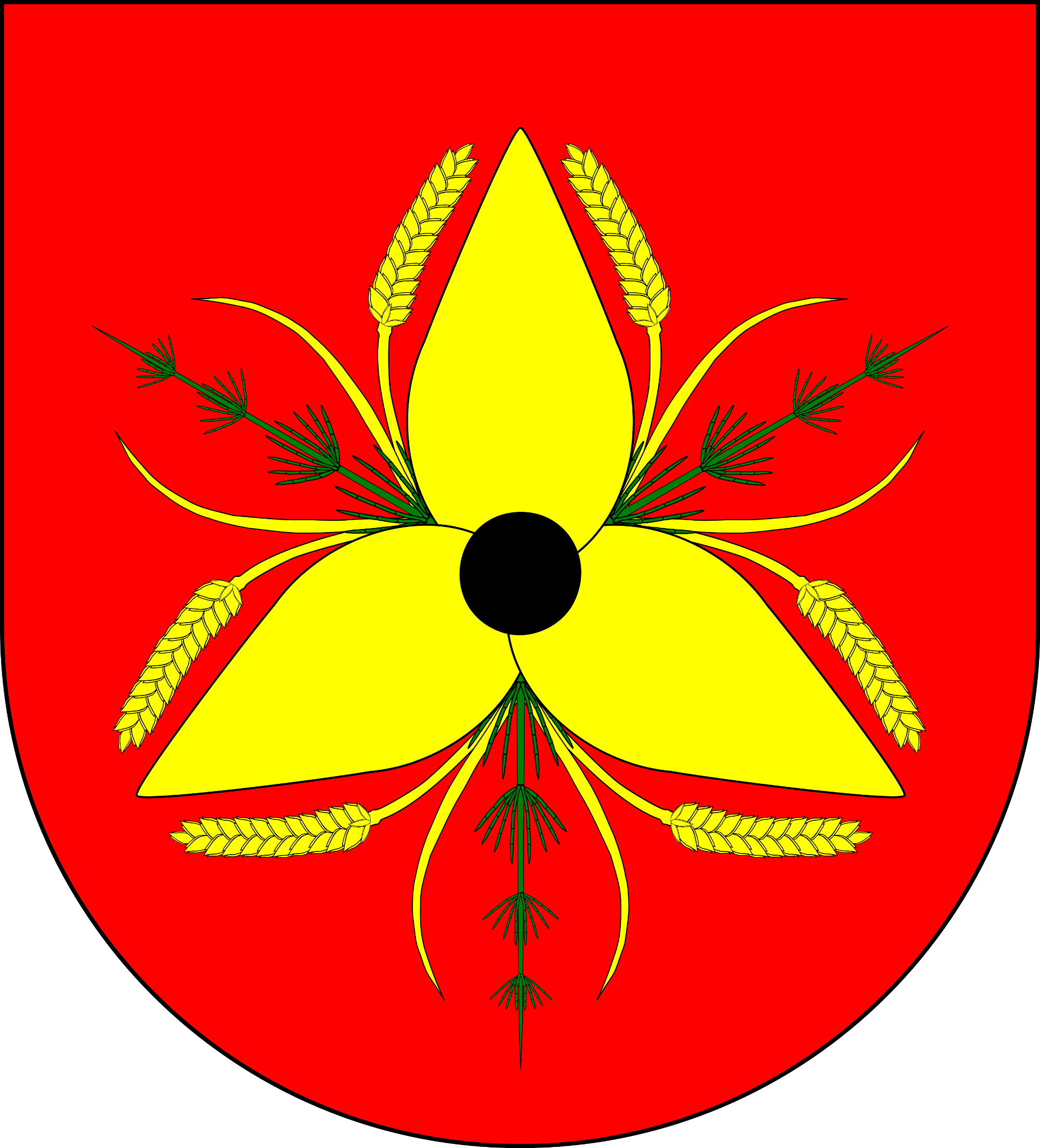
Nieoficjalny herb wsi Skrzypiec

Wieś po raz pierwszy wzmiankowana była w 1331. Należąc do okręgu Prudnika, do 1337 Skrzypiec znajdował się w granicach Moraw. We wsi znajdował się dwukołowy młyn, który 2 lipca 1392 Konrad Elsterberg wraz z synami Henrykiem i Mikołajem sprzedali Henrykowi Kindechinowi. W tymże okresie książę opolski ustanowił zakaz budowy kolejnego młyna.

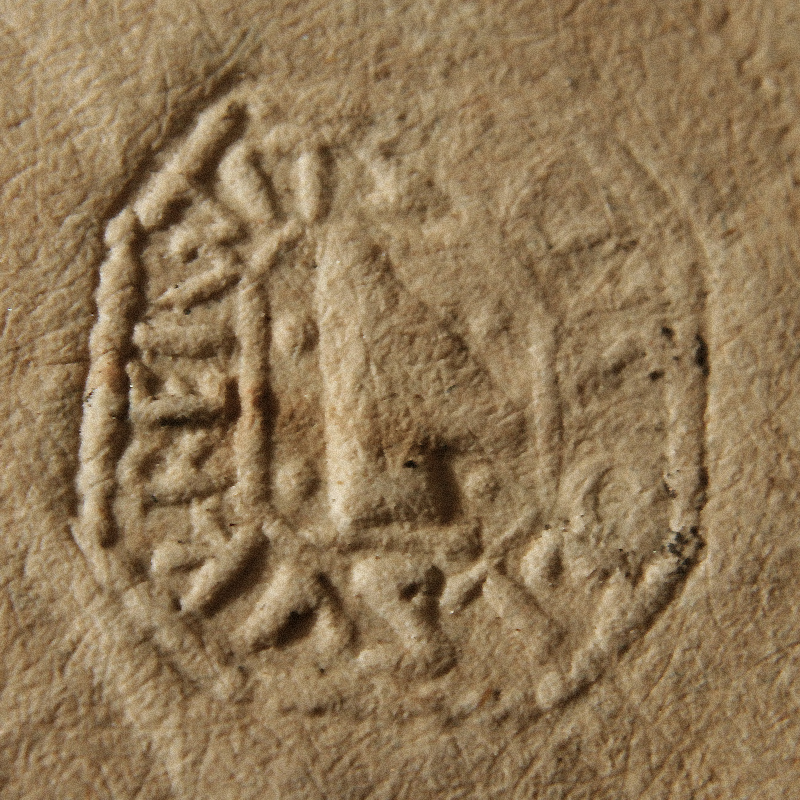
Pieczęć Skrzypca (1722)

20 sierpnia 1430 książę głogówecko-prudnicki Bolko V sprzedał wieś Wacławowi Sondziowi, który od 1435 określany był jako marszałek księcia. Wówczas w miejscowości była karczma, a część gruntów podlegała nieokreślonemu kościołowi. 5 stycznia 1449 Wacław Sondzia wystawił dokument, w którym oświadczył, że Mikołaj Wusthube sprzedał Wawrzyńcowi Rinkemu władzę sądowniczą w Skrzypcu. Kolejnym właścicielem wsi został dworzanin królewski K. Warkostch, który następnie sprzedał ją J. Prószkowskiemu – właścicielowi Białej. W 1598 Rada Miejska Prudnika kupiła wieś Skrzypiec za 7500 talarów.

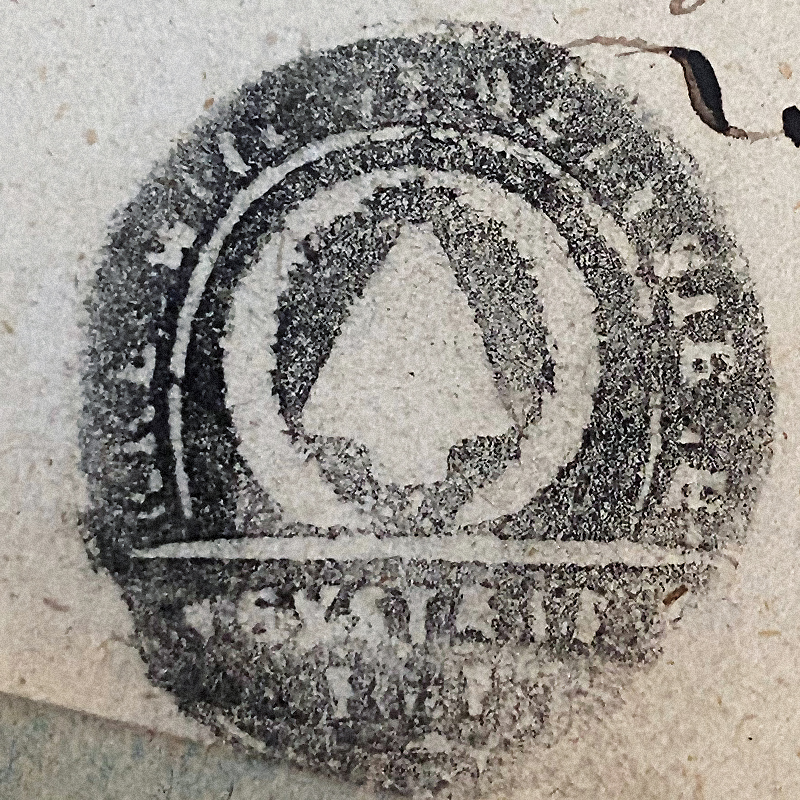
Pieczęć Skrzypca (1850)

Do 1742 wieś należała do powiatu sądowego prudnickiego w Monarchii Habsburgów. Po I wojnie śląskiej znalazła się w granicach Królestwa Prus i weszła w skład powiatu prudnickiego w prowincji Śląsk. W XIX wieku w Skrzypcu funkcjonował młyn wodny, a także gorzelnia i browar. Znajdował się tu dwór. W 1866 wzniesiono nowy młyn. Wieś posiadała swoją własną pieczęć, która przedstawiała w polu lemiesz pługa w słup, otoczony wieńcem, a w otoku napis: CREIWITZ GEMEIN SIEGE / NEYSTAETER CREIS (pol. Gmina Skrzypiec / Powiat Prudnicki).

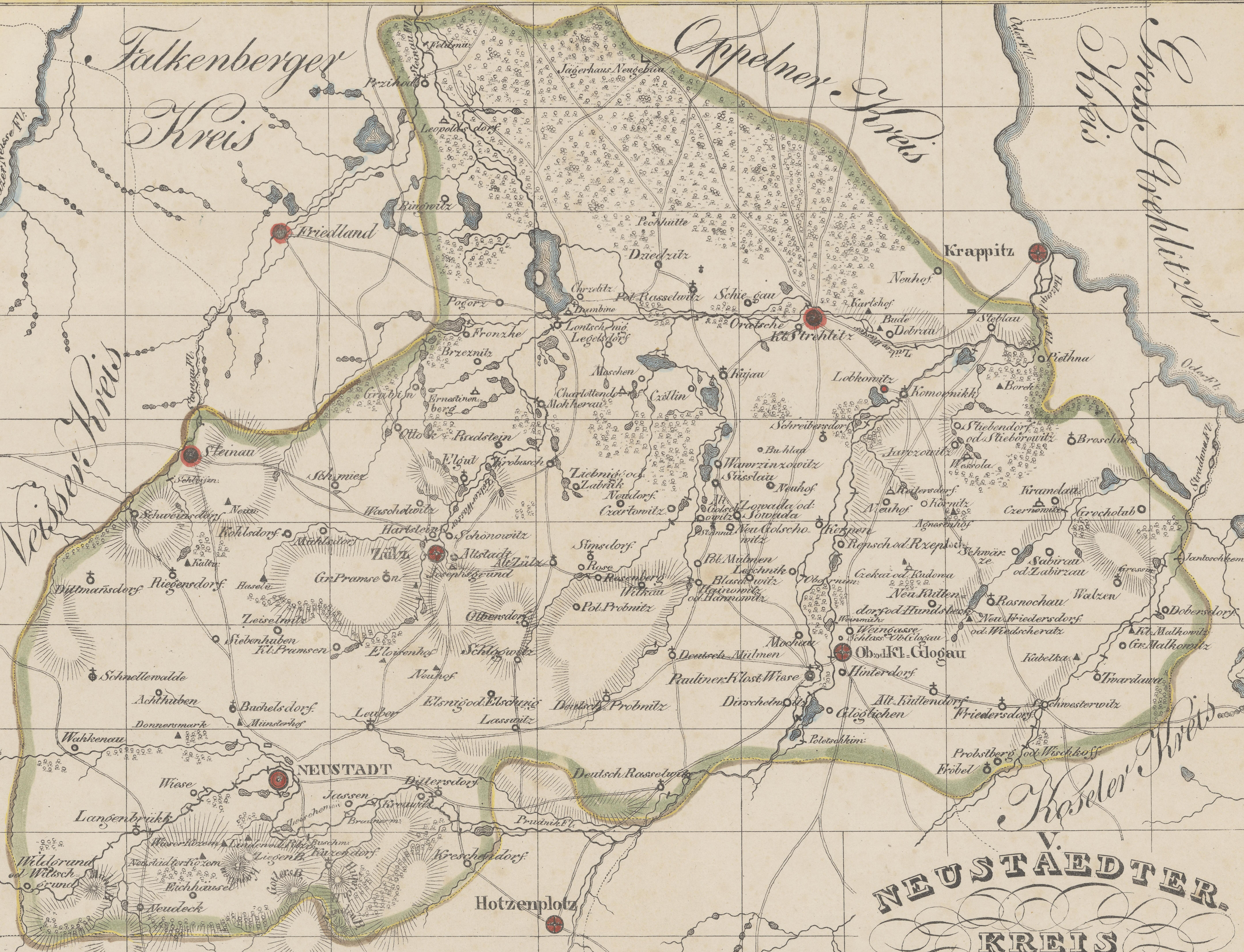
Skrzypiec (Krewitz) wśród miejscowości ziemi prudnickiej na mapie z XIX wieku

Według spisu ludności z 1 grudnia 1910, na 571 mieszkańców Skrzypca 550 posługiwało się językiem niemieckim, a 21 językiem polskim. W 1921 w zasięgu plebiscytu na Górnym Śląsku znalazła się tylko część powiatu prudnickiego. Skrzypiec znalazł się po stronie zachodniej, poza terenem plebiscytowym. We wsi powstał pomnik upamiętniający mieszkańców poległych w I wojnie światowej.
Po II wojnie światowej, od marca do maja 1945 powiat prudnicki znajdował się pod kontrolą radzieckiej komendantury wojskowej. 11 maja 1945 polska administracja przejęła władzę cywilną w powiecie prudnickim. Wówczas w Skrzypcu została osiedlona część polskich repatriantów z Kresów Wschodnich a także osadników z Małopolski i Podkarpacia, m.in. z Rudnika koło Myślenic. Niemieckojęzyczna ludność została wysiedlona na zachód.
W latach 1945–1950 Skrzypiec należał do województwa śląskiego, a od 1950 do województwa opolskiego. W latach 1945–1954 wieś należała do gminy Lubrza, w latach 1954–1961 do gromady Dytmarów, a w latach 1961–1972 do gromady Lubrza.
W 1950 dyrektorstwo szpitala w Prudniku utworzyło izbę porodową w Skrzypcu. We wsi powstała Rolnicza Spółdzielnia Produkcyjna. Na południowym zachodzie wsi powstało osiedle domów jednorodzinnych.
2 lutego 1997 w Skrzypcu doszło do pożaru XIX-wiecznego młyna. Podczas powodzi w lipcu 1997 w Skrzypcu zalane zostały łąki i pola okolicznych rolników. Przez cztery dni niemożliwy był dojazd do wsi. W 2007 Skrzypiec przystąpił do Programu Odnowy Wsi Opolskiej.

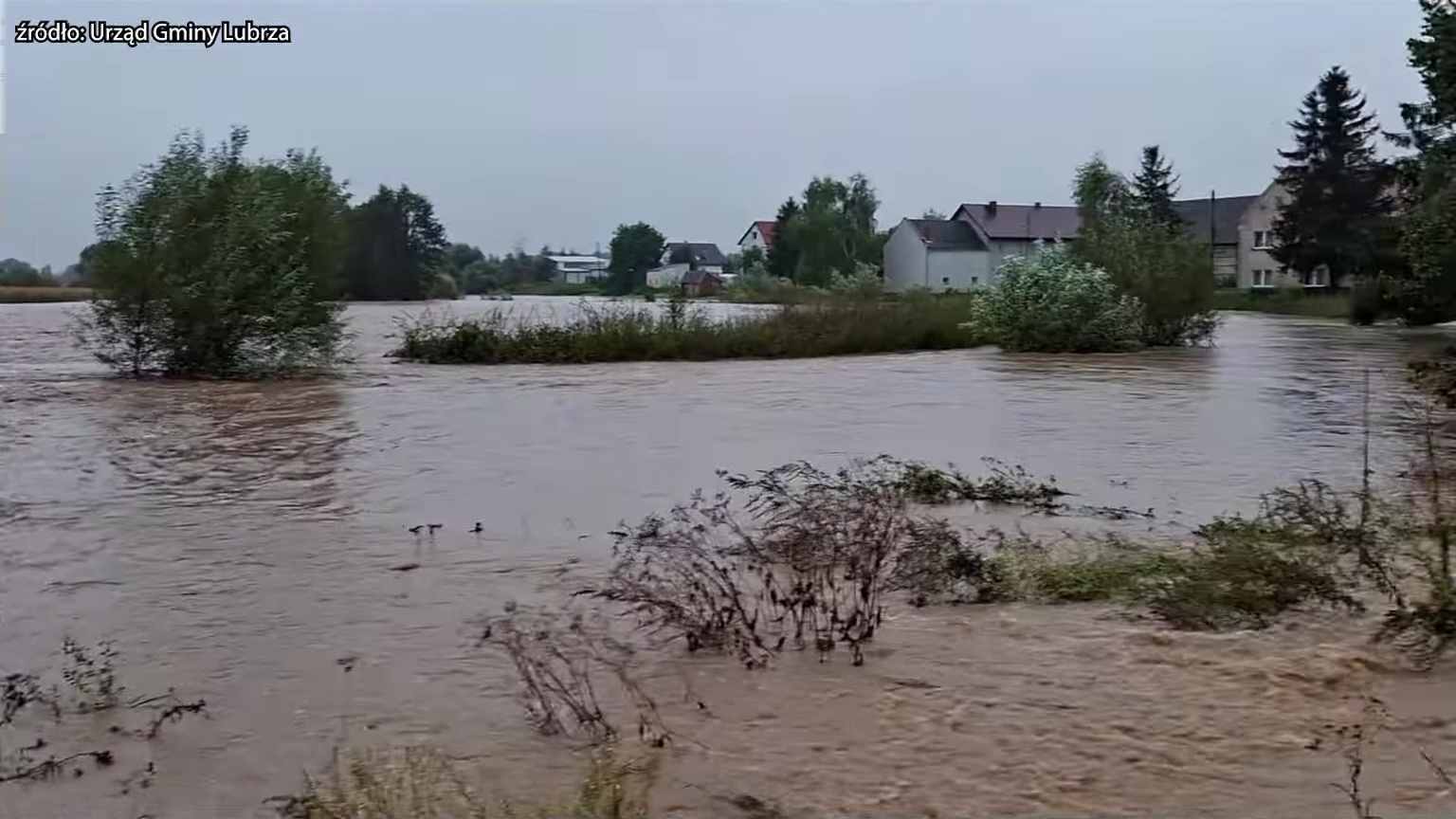
Powódź w 2024 w Skrzypcu

Podczas powodzi 14 września 2024 została zalana niżej położona część wsi oraz drogi dojazdowe od strony Lubrzy i Dytmarowa. Wieś wizytowała wojewoda Monika Jurek.

### Przynależność państwowa i administracyjna
| Okres     |                                                                                | Państwo                           | Zwierzchnictwo                    | Jednostka administracyjna                                                |
| --------- | ------------------------------------------------------------------------------ | --------------------------------- | --------------------------------- | ------------------------------------------------------------------------ |
| 1331–1337 |                                                                                | Królestwo Czech                   | Królestwo Czech                   | Morawy, ziemia prudnicka                                                 |
| 1337–1382 |                                                                                | Księstwo niemodlińskie            | Księstwo niemodlińskie            |                                                                          |
| 1382–1424 |                                                                                | Księstwo niemodlińsko-strzeleckie | Księstwo niemodlińsko-strzeleckie |                                                                          |
| 1424–1460 |                                                                                | Księstwo głogówecko-prudnickie    | Księstwo głogówecko-prudnickie    |                                                                          |
| 1460–1521 |                                                                                | Księstwo opolskie                 | Księstwo opolskie                 |                                                                          |
| 1521–1532 |                                                                                | Księstwo opolsko-raciborskie      | Księstwo opolsko-raciborskie      | księstwo opolskie                                                        |
| 1532–1742 | Monarchia Habsburgów                                                           | Monarchia Habsburgów              | Święte Cesarstwo Rzymskie         | księstwo opolsko-raciborskie, powiat sądowy prudnicki                    |
| 1742–1806 |                                                                                | Królestwo Prus                    | Święte Cesarstwo Rzymskie         | kamera wrocławska, departament wrocławski, powiat prudnicki              |
| 1806–1815 |                                                                                | Królestwo Prus                    | Królestwo Prus                    | kamera wrocławska, departament wrocławski, powiat prudnicki              |
| 1815–1871 | prowincja Śląsk, rejencja opolska, powiat prudnicki                            | Królestwo Prus                    | Królestwo Prus                    |                                                                          |
| 1871–1918 | Cesarstwo Niemieckie                                                           | Cesarstwo Niemieckie              | Cesarstwo Niemieckie              | Królestwo Prus, prowincja Śląsk, rejencja opolska, powiat prudnicki      |
| 1918–1919 |                                                                                | Republika Weimarska               | Republika Weimarska               | Wolne Państwo Prusy, prowincja Śląsk, rejencja opolska, powiat prudnicki |
| 1919–1933 | Wolne Państwo Prusy, prowincja Górny Śląsk, rejencja opolska, powiat prudnicki | Republika Weimarska               | Republika Weimarska               |                                                                          |
| 1933–1938 | Wolne Państwo Prusy, prowincja Górny Śląsk, rejencja opolska, powiat prudnicki | III Rzesza                        | III Rzesza                        | III Rzesza                                                               |
| 1938–1941 | Wolne Państwo Prusy, prowincja Śląsk, rejencja opolska, powiat prudnicki       | III Rzesza                        | III Rzesza                        | III Rzesza                                                               |
| 1941–1945 | Wolne Państwo Prusy, prowincja Górny Śląsk, rejencja opolska, powiat prudnicki | III Rzesza                        | III Rzesza                        | III Rzesza                                                               |
| 1945–1946 |                                                                                | Rzeczpospolita Polska             | Rzeczpospolita Polska             | Okręg I (Śląsk Opolski)                                                  |
| 1946–1950 | województwo śląskie, powiat prudnicki, gmina Lubrza                            | Rzeczpospolita Polska             | Rzeczpospolita Polska             |                                                                          |
| 1950–1952 | województwo opolskie, powiat prudnicki, gmina Lubrza                           | Rzeczpospolita Polska             | Rzeczpospolita Polska             |                                                                          |
| 1952–1954 | województwo opolskie, powiat prudnicki, gmina Lubrza                           |                                   | Polska Rzeczpospolita Ludowa      | Polska Rzeczpospolita Ludowa                                             |
| 1954–1961 | województwo opolskie, powiat prudnicki, gromada Dytmarów                       |                                   | Polska Rzeczpospolita Ludowa      | Polska Rzeczpospolita Ludowa                                             |
| 1961–1973 | województwo opolskie, powiat prudnicki, gromada Lubrza                         |                                   | Polska Rzeczpospolita Ludowa      | Polska Rzeczpospolita Ludowa                                             |
| 1973–1975 | województwo opolskie, powiat prudnicki, gmina Lubrza                           |                                   | Polska Rzeczpospolita Ludowa      | Polska Rzeczpospolita Ludowa                                             |
| 1975–1989 | województwo opolskie, gmina Lubrza                                             |                                   | Polska Rzeczpospolita Ludowa      | Polska Rzeczpospolita Ludowa                                             |
| 1989–1998 | województwo opolskie, gmina Lubrza                                             | Polska                            | Rzeczpospolita Polska             | Rzeczpospolita Polska                                                    |
| od 1999   | województwo opolskie, powiat prudnicki, gmina Lubrza                           | Polska                            | Rzeczpospolita Polska             | Rzeczpospolita Polska                                                    |

## Mieszkańcy
Miejscowość zamieszkiwana jest przez ludność napływową, przybyłą na Śląsk z centralnej Polski (teren późniejszych województw krakowskiego i nowosądeckiego) po 1945.

### Liczba mieszkańców wsi
- 1871 – 587[37]
- 1885 – 603[38]
- 1905 – 601[39]
- 1910 – 571[40]
- 1933 – 540[41]
- 1939 – 527[41]
- 1966 – 461[42]
- 1998 – 460[43]
- 2002 – 424[43]
- 2009 – 409[43]
- 2011 – 388[43]
- 2012 – 401[6]
- 2013 – 395[6]

## Zabytki

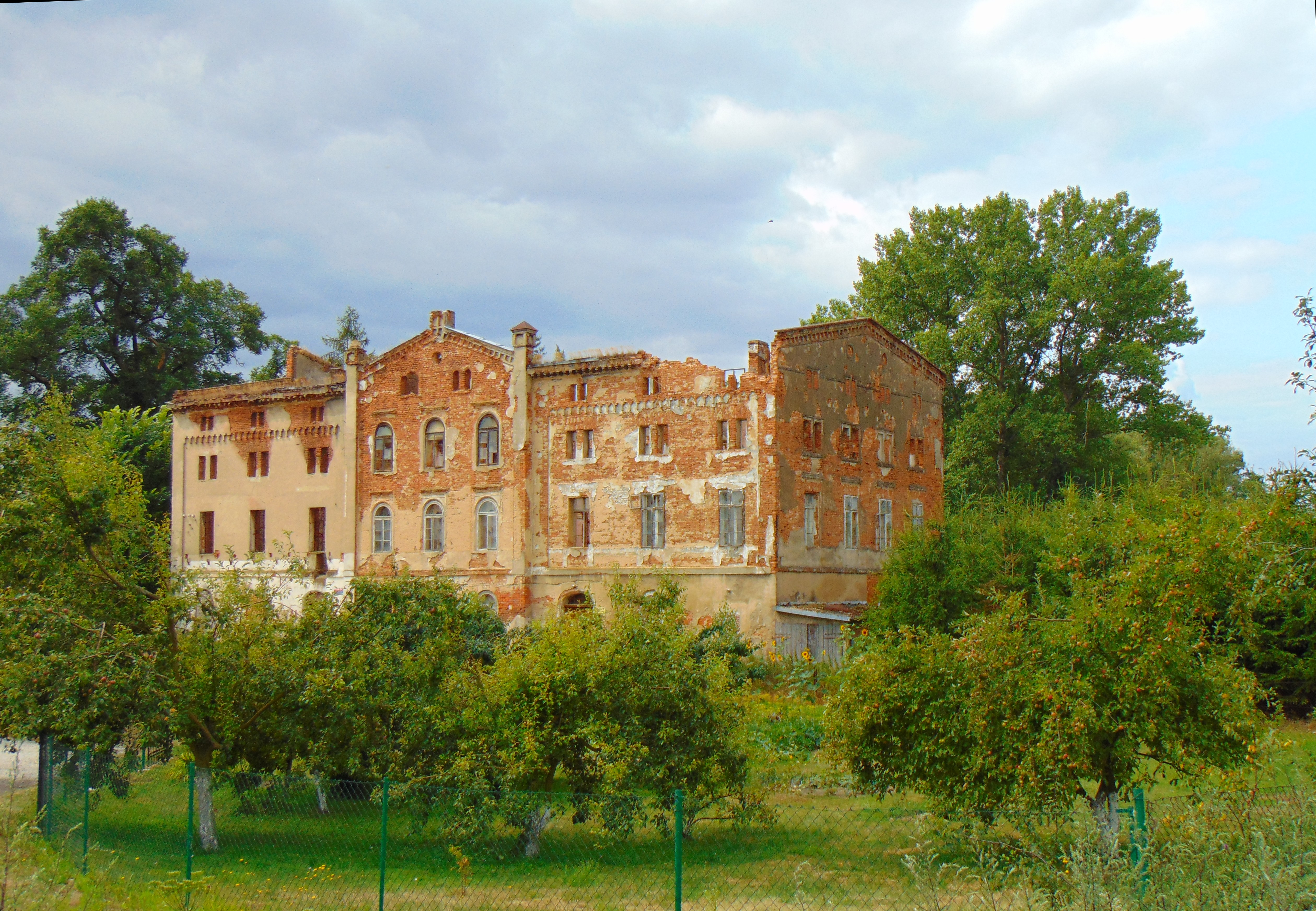
Ruiny młyna wodnego w Skrzypcu

Zgodnie z gminną ewidencją zabytków w Skrzypcu chronione są:
- układ ruralistyczny z XIV w.
- młyn wodny z budynkiem mieszkalnym, nr 5, z 1866 r.
- park w zespole dworskim, nr 5, z 2 poł. XIX w.
- budynek mieszkalny nr 17, 4 ćw. XIX w.
- budynek mieszkalno-gospodarczy nr 22, 1906 r.

## Gospodarka
W Skrzypcu siedzibę ma firma „Kasprzycki” Transport i Spedycja, zrzeszona w Cechu Rzemieślników i Przedsiębiorców w Prudniku.

## Transport

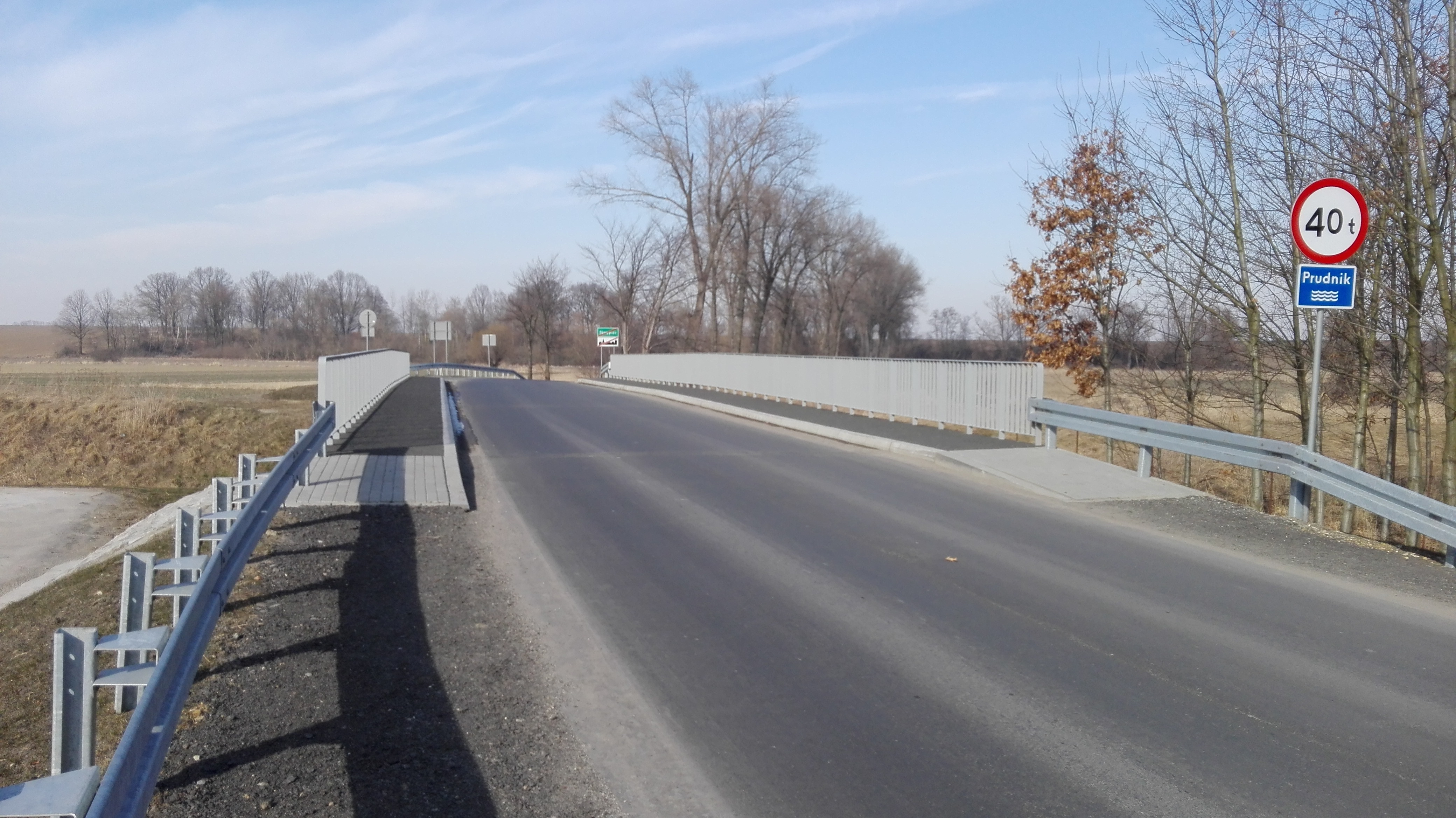
Droga powiatowa nr 1615O (most nad rzeką Prudnik)

W zarządzie Wydziału Drogownictwa Starostwa Powiatowego w Prudniku znajduje się droga powiatowa nr 1615O relacji Trzebina – Skrzypiec – Dytmarów – Krzyżkowice – granica z Czechami.
Skrzypiec posiada połączenia autobusowe z Głogówkiem, Głuchołazami, Kędzierzynem-Koźlem, Lubrzą, Prudnikiem. We wsi znajduje się jeden przystanek autobusowy.
Transport autobusowy w Skrzypcu obsługiwany był przez PKS Prudnik. W 2004 prudnicki PKS został sprywatyzowany z udziałem Connex Polska. W 2008, w wyniku połączenia spółek PKS Connex Prudnik i PKS Connex Kędzierzyn-Koźle, utworzona została spółka Veolia Transport Opolszczyzna, w 2013 przejęta przez Arriva Bus Transport Polska. W 2019 Arriva wycofała się z Prudnika. Wówczas organizacją przewozów pasażerskich w Skrzypcu i okolicy zajęły się ościenne PKS-y. W grudniu 2021 powołano Powiatowo-Gminny Związek Transportu „Pogranicze”, mający na celu poprawę jakości transportu.

## Religia
Katolicy ze Skrzypca należą do parafii św. Katarzyny w Dytmarowie (dekanat Prudnik).

## Turystyka
Oddział PTTK „Sudetów Wschodnich” w Prudniku ustanowił turystyczną Odznakę Krajoznawczą Ziemi Prudnickiej, którą zdobywa się poprzez zwiedzenie odpowiedniej liczby obiektów w miejscowościach położonych na ziemi prudnickiej, w tym w Skrzypcu.

### Szlaki rowerowe
Przez Skrzypiec prowadzi szlak rowerowy:
- Trasa rowerowa PTTK nr 266-z: Lubrza – Olszynka – Laskowice – Dytmarów-Stacja – Dytmarów – Krzyżkowice – góra Kłobuczek – Trzebina – Prudnik-Las – Trzebina – Skrzypiec – Jasiona – Lubrza

## Bezpieczeństwo
Miejscowość jest pod opieką dzielnicowego rejonu służbowego nr 8 Komendy Powiatowej Policji w Prudniku.
Teren wsi, jak i całej gminy Lubrza, położony jest w strefie nadgranicznej w związku z czym Straż Graniczna dysponuje, na tym obszarze, specjalnymi kompetencjami w zakresie bezpieczeństwa. Gminę Lubrza obejmuje zasięgiem służbowym placówka Straży Granicznej w Opolu ze Śląskiego Oddziału SG.

## Ludzie związani ze Skrzypcem
- Jan Szczurek (ur. 1949) – poeta, reprezentant środowiska wiejskiego, urodzony w Skrzypcu